# Буркинийско-испанские отношения
Буркинийско-испанские отношения — двусторонние дипломатические отношения между Буркина-Фасо и Испанией. Государства являются членами Организации Объединённых Наций.

## История
27 ноября 1964 года государства установили дипломатические отношения.
Интерес Испании к Буркина-Фасо в первую очередь связан с вопросами миграции из-за беженцев, прибывающих на средиземноморское побережье из этой страны.
Правительство Буркина-Фасо играло ключевую роль в многосторонних переговорах по освобождению группы из трёх испанских рабочих, похищенных в Мавритании в ноябре 2010 года.
В сентябре 2015 года правительство Испании вместе с Францией осудило военный переворот в Буркина-Фасо, целью которого было свержение исполняющего обязанности президента Мишеля Кафандо.
В октябре 2020 года министр иностранных дел Испании Аранча Гонсалес Лайя сообщил президенту Буркина-Фасо Року Марку Кристиану Каборе о приверженности обеспечении безопасности, борьбе с терроризмом и нелегальной миграцией, а также содействию экономическому и социальному развитию стран Сахеля.
После убийства испанских журналистов Давида Бериана и Роберто Фрайле на юго-востоке Буркина-Фасо в апреле 2021 года министр иностранных дел Испании потребовала от своего коллеги из Буркина-Фасо, чтобы правительство Буркина-Фасо «расследовало» и «раскрыло» убийство.
Гражданская гвардия Испании руководила созданием проекта GAR-SI (утвержден в июне 2017 года) в сотрудничестве с Национальной жандармерией Франции, Карабинерами Италии и Национальной республиканской гвардией Португалии, обучая элитные контртеррористические подразделения Буркина-Фасо. С 2021 года вооружённые силы Испании также обучали и консультировали армию Буркина-Фасо в Уагадугу в рамках миссии ЕС в Сахеле.

## Сотрудничество
Буркина-Фасо традиционно не является страной, сотрудничающей с Испанией и не фигурировала в Генеральном плане испанского сотрудничества (2013—2016 гг.). Буркина-Фасо одна из беднейших стран мира, занимающая 181 место из 187 в Индексе человеческого развития Организации Объединённых Наций.

## Дипломатические представительства
- Интересы Буркина-Фасо в Испании представлены через посольство в Париже (Франция)[10] и консульства в Альмерии, Барселоне, Мадриде и Валенсии[11].
- Испания представляет интересы в Буркина-Фасо через посольство в Абиджане (Кот-д’Ивуар) и консульство в Уагадугу[12][1].